# Bordschomi

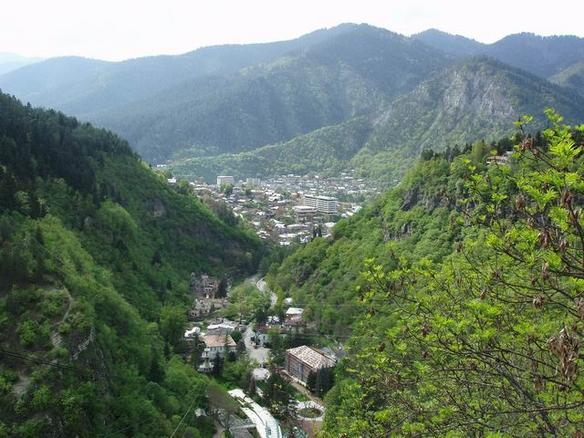
Blick auf Bordschomi

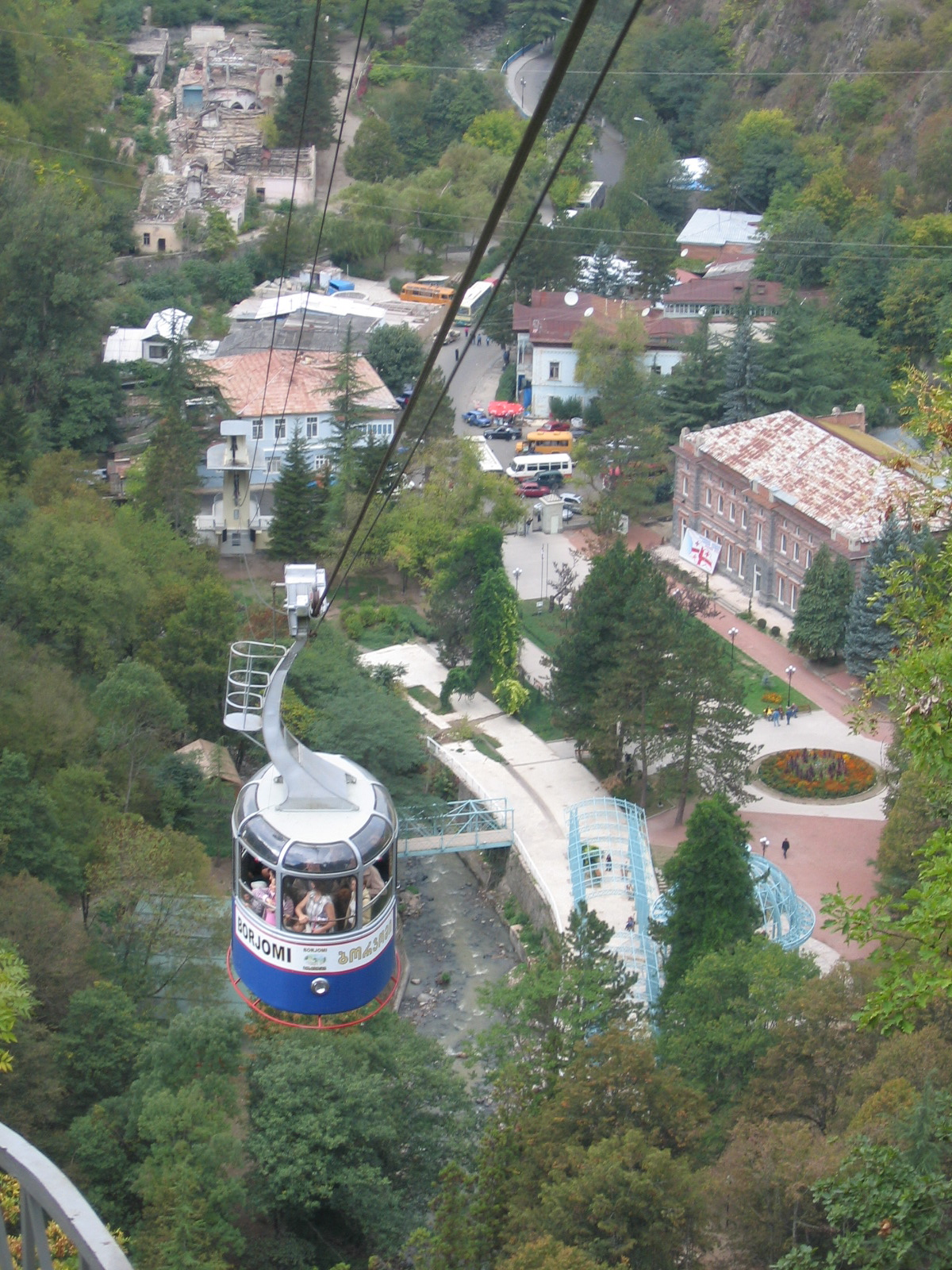
Seilbahn in Bordschomi

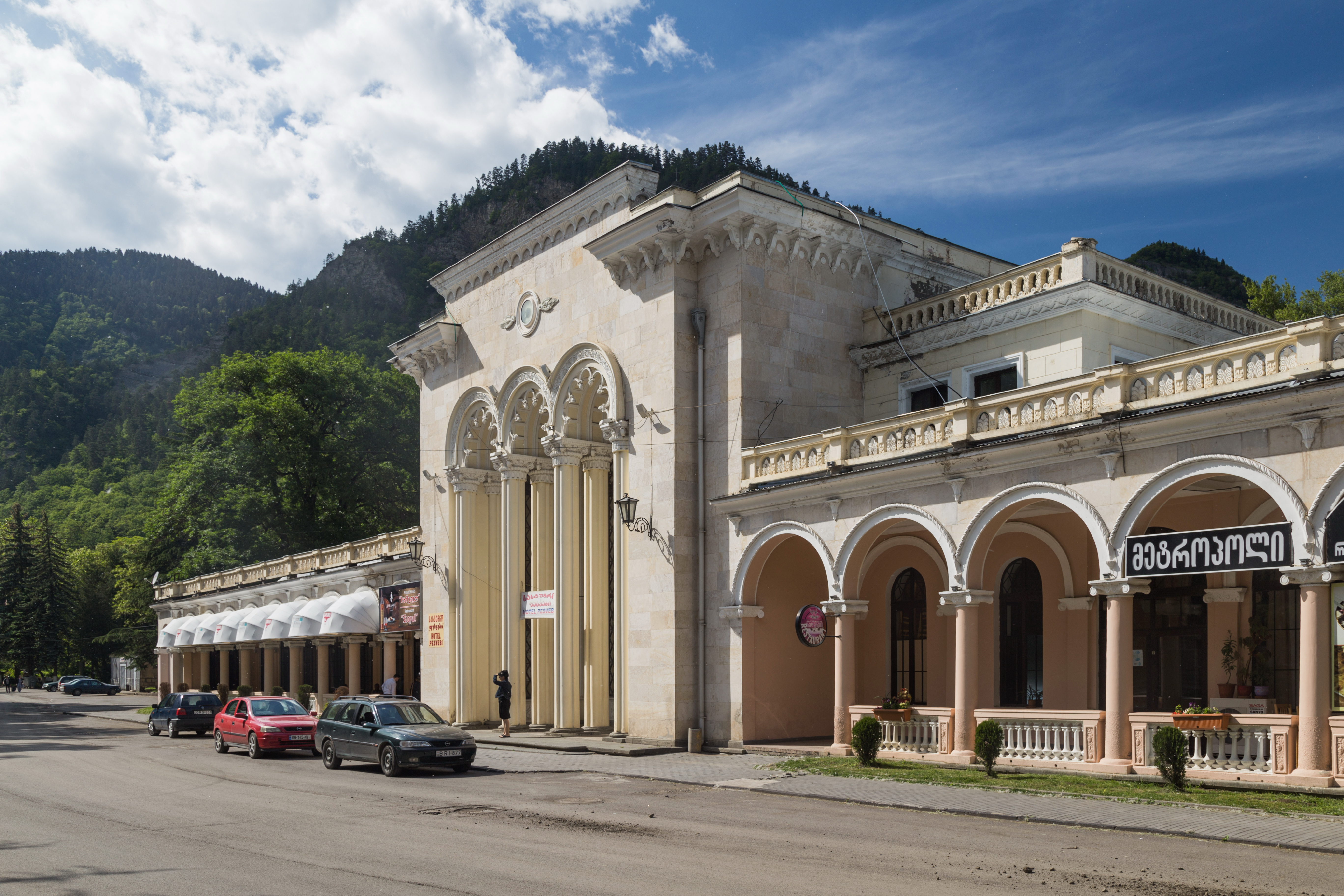
Bahnhof Bordschomi

Bordschomi (georgisch ბორჯომი; russisch Боржоми) ist ein Kurort mit 10.546 Einwohnern (2014) in der georgischen Region Samzche-Dschawachetien.

## Geografie
Bordschomi liegt auf 820 m ü. NN im Kleinen Kaukasus am Fluss Kura und ist für sein gemäßigtes Klima, seine Naturschönheit und seine Heilquellen bekannt. Der Kurort grenzt unmittelbar an Georgiens größtes Naturschutzgebiet, den Bordschomi-Charagauli-Nationalpark.
Bordschomi ist von umfangreichen Nordmanntannenwäldern umgeben. Ihre Zapfen wurden traditionell als Saatgut für Weihnachtsbäume geerntet und nach Westeuropa exportiert. Durch einen rigorosen Holzeinschlag in den unteren Lagen wurden die Tannenbestände inzwischen derart dezimiert, dass die Zapfenernte den Aufwand in der Region nicht mehr lohnt.
Nahe Bordschomi liegen die Kurorte Bakuriani, Likani, Achaldaba, Taschiskari, Zagweri und Zemi. Mit dem 30 Kilometer entfernten Bakuriani ist Bordschomi durch eine Autostraße und eine Kleinbahn, die Schmalspurbahn Bordschomi–Bakuriani, verbunden. Der Weg führt durch die Gudsaretis-Zkali-Schlucht.

## Geschichte
Die älteste erhaltene Erwähnung von Bordschomi stammt aus dem 7. Jahrhundert als Tori. Durch die Schlucht verlief ein historischer Handelsweg. In Kriegszeiten wurde er zu einem Einfallstor nach Georgien. Der Ort wurde im 8. Jahrhundert von arabischen Eroberern verwüstet, im 13. Jahrhundert von mongolischen Invasoren. Ende des 16. Jahrhunderts siedelten die Osmanen die Einwohner Bordschomis und 42 weiterer Dörfer nach Kartlien um. Im Vertrag von Adrianopel fiel Tori 1829 an Russland und der Ort bekam seinen heutigen Namen.
Nach dem Kaukasuskrieg 1864 machte der russische Vizekönig Bordschomi zu seiner Sommerresidenz. 1892 bis 1895 wurde das zweistöckige hölzerne Palais für den russischen Zaren ausgebaut. 1894 erhielt Bordschomi Bahnanschluss und damit ein repräsentatives Empfangsgebäude. Reiche Perser, Aserbaidschaner und Russen bauten prächtige Villen. Es entstanden große Kurhotels und mehrere Parks. Zu den Kurgästen in Bordschomi zählten der Komponist Pjotr Iljitsch Tschaikowski und der Schriftsteller Leo Tolstoi. In der Sowjetära übernahm Moskaus Nomenklatura die Villen. Josef Stalin und sein Geheimdienstchef Lawrenti Beria machten Urlaub im Zarenpalais. Die Residenz wurde um einen Sanatoriumskomplex erweitert.
Nach dem Ende der Sowjetunion blieben die russischen Touristen aus. Die georgische Regierung quartierte Flüchtlinge aus Abchasien in den Kurhotels ein. Die Villen verfielen, der Kurpark verwilderte und die Bevölkerung verarmte. Zwischen Juni und September wird Bordschomi von Großstädtern aus Tiflis angesteuert. Gelegentlich finden Jugendcamps in der Stadt statt. Eine Chance zum Wiederentstehen des Tourismus bietet der 2003 eröffnete 76.000 Hektar große Bordschomi-Charagauli-Nationalpark. Er soll Urlauber aus aller Welt in die urwüchsige Bergwelt Georgiens ziehen. 2006 wurde der Sanatoriumskomplex an der Zarenresidenz für zehn Millionen US-Dollar an das staatliche Ölunternehmen Kasachstans, KazMunayGas, verkauft.
2005 bewarb sich Bordschomi vergeblich als Austragungsort der Olympischen Winterspiele 2014. Das Projekt ging auf die Initiative des georgischen Präsidenten Micheil Saakaschwili zurück und sollte auch Bakuriani einbeziehen.
Im Zuge des Kaukasus-Konflikts 2008 kam es im Bereich des Naturschutzparks zu Bränden, die von UNOSAT für den 17. und 19. August 2008 dokumentiert sind.

## Verkehr
Eisenbahnanschluss hat Bordschomi seit 1884. Heute ist das die Bahnstrecke Chaschuri–Wale. Hier beginnt außerdem die 39 km lange Bahnstrecke Bordschomi–Bakuriani, die letzte (derzeit nicht) betriebene Schmalspurbahn Georgiens.

## Sehenswürdigkeiten

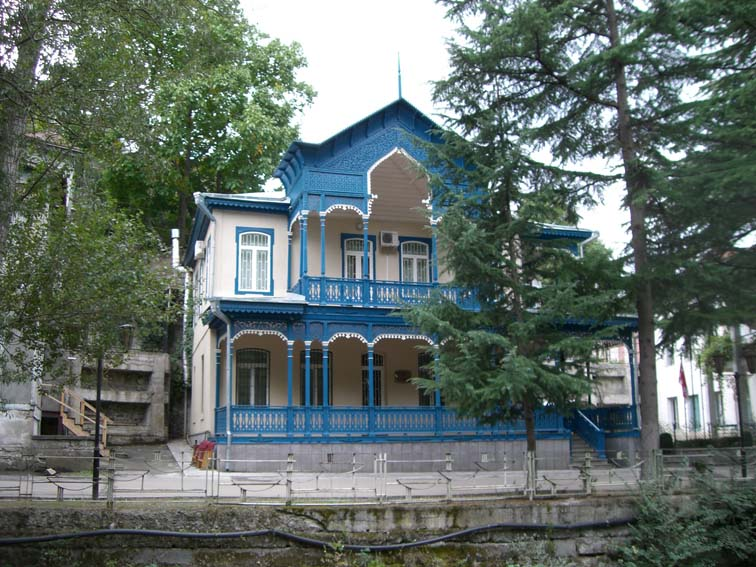
Alte Villa in Bordschomi

### Heilquellen

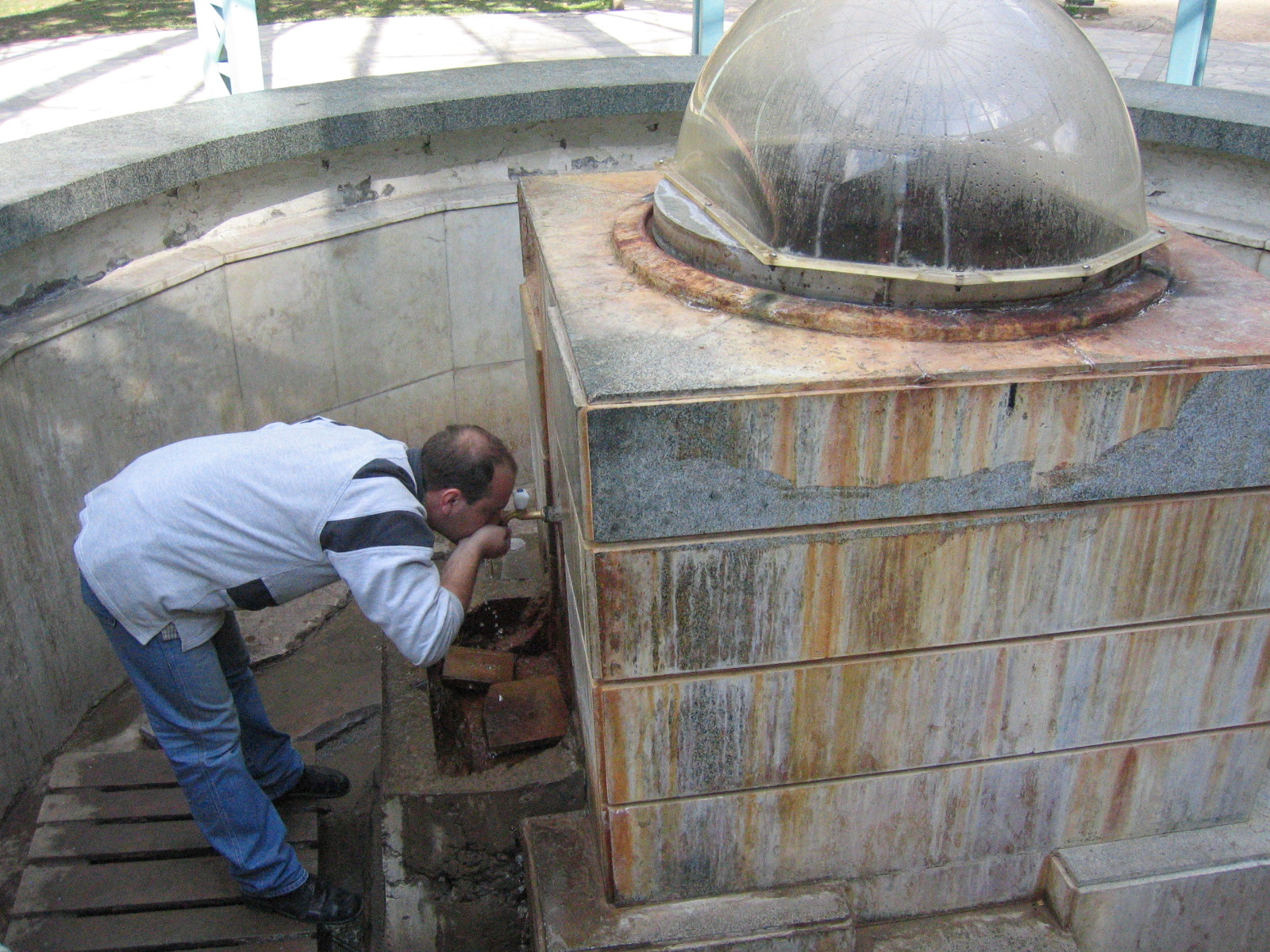
Öffentliche Heilwasserquelle in Bordschomi

In Bordschomi entspringt ein gleichnamiges Heilwasser. Bereits im ersten Jahrtausend nach Christus wurden die Quellen genutzt. Am Fuße der Katharinen-Quelle entdeckten Archäologen ein steinernes Bad. 1829 trugen russische Soldaten die Kunde von der Wirkung des Heilwassers nach Moskau. Ab 1850 entwickelte sich der Kurtourismus. 1906 gründete Großfürst Nikolai Michailowitsch Romanow die erste Abfüllfabrik für Wasser in Bordschomi und führte die Marke mit dem Namen des Kurorts in Russland ein. Sie existiert bis heute, ist inzwischen Eigentum der niederländisch-georgischen Firma Georgian Glass and Mineral Water (GG&MW). Die Firma exportiert es vor allem nach Russland, aber auch nach Westeuropa, in die USA und Israel. Der Export macht über zehn Prozent des georgischen Exportvolumens aus.
Das Heilwasser ist ein Hydrogencarbonat-Natrium-Säuerling, der gegen Erkrankungen des Magen-Darm-Trakts, der Leber, der Bauchspeicheldrüse und Stoffwechselerkrankungen wirkt. Wegen seines hohen Fluoridgehalts wird das Wasser auch zur Vorbeugung gegen Karies eingesetzt.
Das Heilwasser kann an verschiedenen Quellen in Bordschomi kostenfrei entnommen werden. Am Brunnen im Kurpark hat es etwa 36 °C und ist mit leichter natürlicher Kohlensäure versetzt.

### Kulturdenkmäler
Unweit Bordschomis liegen die mittelalterliche Festung Zichisdschwari, die 1261 einer Belagerung durch die Mongolen standhielt, das Kloster Timothes Ubani mit einer Kreuzkuppelkirche aus dem 12. und 13. Jahrhundert, die Kirche Sadgeni aus dem 14. und 15. Jahrhundert, die Burg Sadgeni aus dem 18. Jahrhundert, das Tadsrisi-Kloster aus dem 9. Jahrhundert sowie die Klöster Kwiriketi und Nedswi, die 840 gegründet wurden. Das Kloster Nedswi beherbergte 1060 den georgischen Theologen und Übersetzer Giorgi Mtazmindeli.

## Gefährdungen
Oberhalb Bordschomis verläuft die Baku-Tiflis-Ceyhan-Pipeline. Weil die Stadt zugleich in einer erdbebengefährdeten Region liegt, ist das Projekt bei Umweltschützern umstritten. Bevor das für Störfälle installierte automatische Absperrsystem nach zehn Minuten reagierte, könnten rund 7000 Tonnen Rohöl aus der Pipeline austreten und in die Schlucht fließen. Es würde innerhalb von vier Stunden Bordschomi erreichen. Liefe das Öl durch ein kleines Leck unterhalb der von Druckdetektoren bemerkbaren Grenze von 0,5 Prozent, könnten täglich etwa 800 Tonnen Öl austreten. Das Ökosystem der Schlucht könnte so erheblichen Schaden erleiden.
Im April 2005 kam es nach Dauerregen zu einem Erdrutsch, der verschiedene Häuser zerstörte.

## Städtepartnerschaften
Bordschomi unterhält mit folgenden Städten eine Städtepartnerschaft:
- Philippi, West Virginia (USA), seit 2006

## Söhne und Töchter der Stadt
- Sergei Romanow (1869–1918), russischer Adliger
- Nodar Kumaritaschwili (1988–2010), Rennrodler
- Rewas Laschchi (* 1988), Ringer
- Alan Gobosowi (* 2004), Skispringer